# بلانش كولتون وليامز
بلانش كولتون وليامز (بالإنجليزية: Blanche Colton Williams)‏ هي كاتِبة أمريكية، ولدت في 1879، وتوفيت في 9 أغسطس 1944.